# 鋼構造物
鋼構造物（こうこうぞうぶつ）とは、鉄骨が使用された鉄骨構造/鉄骨建造物や鉄塔、鋼構造の橋梁・鋼橋（鋼道路橋、鋼鉄道橋）などのように主要な部材が鋼材である構造物。
土木施設・土木構造物の場合は橋梁のほかに鋼製水門、起伏ゲートなどの河川管理施設、パイプラインなどプラント等、ガスタンクや風力発電プロペラ塔などがあり、外郭施設、係留施設、メガフロートなど船舶、港湾施設のような海辺の構造施設にも用いられている。
港湾鋼構造物では海水に接して潮位変動や波しぶきを受けるという過酷な環境下にあり、陸上の鋼構造物とは異なる腐食特性をもつ。
鉄筋コンクリート造や鉄骨鉄筋コンクリート造のようなコンクリートの中に埋め込まれて立つ鉄筋や鉄骨などとは異なり、単独で構造体に成り得ているのが特徴である。
近年では耐候性鋼を使用する耐候性鋼構造物、ステンレス鋼を主要構造部材に用いたステンレス鋼構造物などがある。 